# Acun Ilıcalı
 Ali Acun Ilıcalı (Edirne, Turkije, 29 mei 1969) is een Turkse ondernemer, televisiepersoonlijkheid en televisieproducent. Hij is eigenaar van de Turkse televisiekanalen TV8, TV8 int en TV8,5 en de Engelse voetbalclub Hull City AFC. Tevens is hij oprichter en CEO van Acun Medya, die programma's produceert in landen als de Verenigde Staten, Griekenland, Mexico, Roemenië, Hongarije, Brazilië en Colombia.

## Jeugd
Ilıcalı's familie komt oorspronkelijk uit de Oost-Turkse provincie Erzurum. Hij ging na de basisschool in Edirne naar Istanbul om verder te studeren.
Toen hij 20 jaar was, verloor hij zijn ouders bij een zwaar auto-ongeluk onderweg naar de populaire badplaats Bodrum. Zijn dochter Banu was toen slechts 10 maanden oud en wist het ongeluk te overleven ondanks 18 botbreuken. Zelf was Ilıcalı niet in de auto, omdat hij op het laatste moment moest afzeggen.

## Carrière
Ilıcalı begon een studie Engels aan de Universiteit van Istanbul, maar maakte deze nooit af. Op zijn 22e zette hij zijn eerste stap in de mediawereld en werd sportverslaggever voor Show TV. In 2002 produceerde hij programma's voor de grote televisiekanalen in Turkije. Hij bereikte faam met zijn reisprogramma Acun Firarda (Acun op reis). Ilıcalı reisde af naar meer dan 100 landen en bereikte hoge kijkcijfers.
In 2004 richtte hij zijn productiebedrijf Acun Medya op. Met dit bedrijf produceerde hij programma's als Var Mısın Yok Musun (Deal or No Deal), Fear Factor, Survivor, Yetenek Sizsiniz (Got Talent), O Ses, (The Voice), Yok Böyle Dans (Dancing with the Stars). Hij bracht wereldberoemde sterren naar Turkije met zijn programma's, zoals 50 cent, Adriana Lima, Bruce Willis en Christina Aguilera.
In 2013 kocht hij het televisiekanaal TV8, die toen nog een aandeel had van 1% in de kijkcijfers. Sinds de overname door Acun Medya is het kanaal een van de best bekeken kanalen van Turkije. Tevens sloot hij een partnerschapsdeal met Doğuş Media Group, een van de grootste mediaconglomeraten van Turkije. In 2016 lanceerde hij het tv-kanaal TV8,5, die al snel een van de best bekeken televisiekanalen werd.
Op 25 mei 2020 brak hij het wereldwijde record van meeste kijkers naar een live-uitzending op Instagram. 3 miljoen kijkers keken toe hoe hij samen met deelnemers aan zijn programma Survivor het record brak.
Na meerdere berichten dat Ilıcalı de Nederlandse voetbalclub Fortuna Sittard zou overkopen van de eveneens Turkse zakenman Işıtan Gün, maakte de mediamagnaat live op televisie bekend 'een nieuw avontuur' te zijn begonnen en riep kijkers op Fortuna Sittard te volgen op Instagram. Later bleek de overname niet door te zijn gegaan. In 2022 kocht hij de Engelse voetbalclub Hull City AFC.

## Privéleven
Ilıcalı heeft vier dochters uit drie huwelijken. In 1989 trouwde hij met Seda Başbuğ. Uit dit huwelijk kwam zijn eerste dochter Banu voort. 10 maanden na de geboorte van zijn dochter, verloor hij zijn ouders bij een zwaar auto-ongeluk. In 1993 scheidden de twee.
In 2003 vond Ilıcalı opnieuw de liefde en huwde met Zeynep Yılmaz. Het stel kreeg twee dochters: Leyla en Yasemin. In 2016 scheidde hij echter ook van Zeynep om het jaar erop te trouwen met de 21 jaar jongere influencer Şeyma Subaşı. Met laatstgenoemde kreeg hij zijn jongste kind Melisa, die ter wereld kwam in 2013, toen Ilıcalı nog gehuwd was met Zeynep. Lang duurde zijn huwelijk met Şeyma niet. Een jaar later scheidden de twee alweer. Op 5 september 2024 trouwde hij met Ayça Çağla Altunkaya. 
In 2020 werd de mediamagnaat opa, nadat zijn dochter Banu moeder werd van baby Begüm. Acun komt onder andere veelvuldig in het nieuws vanwege zijn liefdesrelaties met veel jongere vrouwen.
In september 2022 raakte Acun gewond bij een motorongeluk. Hij brak zijn arm. Zijn dochter Banu die achterop bij hem zat, raakte lichtgewond.